# Joseph Bossi (labdarúgó)
Joseph Bossi vagy Giuseppe Bossi (1911. augusztus 29. – ?) svájci labdarúgócsatár.